# بوکزه
بوکزه (به آلمانی: Boksee) یک شهر در آلمان است که در Plön (District) واقع شده‌است. بوکزه ۴۸۷ نفر جمعیت دارد.